# Live Shit: Binge & Purge
Live Shit: Binge & Purge is een livealbum van de metalband Metallica, deze bevat 3 cd's en 3 videobanden (in de latere uitgave 2 dvd's).

## Album

### Inhoud cd's
De cd's bevatten de optredens in Mexico-Stad op 25/26/27 februari en 1 en 2 maart 1993, en is verdeeld over 3 cd's.

### Video's/dvd's
De video's bevatten verschillende optredens, 2 video's opgenomen in San Diego op 13 en 14 januari 1992, en één video opgenomen in Seattle op 29 en 30 augustus 1989.
- Deze 3 video's werden later uitgebracht als 2 dvd's, San Diego werd op 1 dvd geplaatst.

## Tracklist
Disc 1
1. "Enter Sandman" (Hammett, Hetfield, Ulrich) – 7:27
2. "Creeping Death" (Burton, Hammett, Hetfield, Ulrich) – 7:28
3. "Harvester of Sorrow" (Hetfield, Ulrich) – 7:18
4. "Welcome Home (Sanitarium)" (Hammett, Hetfield, Ulrich) – 6:39
5. "Sad But True" (Hetfield, Ulrich) – 6:07
6. "Of Wolf and Man" (Hammett, Hetfield, Ulrich) – 6:22
7. "The Unforgiven" (Hammett, Hetfield, Ulrich) – 6:48
8. Justice Medley (Hammett, Hetfield, Newsted, Ulrich) – 9:38
  - "Eye of the Beholder"
  - "Blackened"
  - "The Frayed Ends of Sanity"
  - "...And Justice For All"
9. "Solo's (Bas- & leadgitaar)" – 18:48

Disc 2
1. "Through the Never" (Hammett, Hetfield, Ulrich) – 3:46
2. "For Whom the Bell Tolls" (Burton, Hetfield, Ulrich) – 5:48
3. "Fade to Black" (Burton, Hammett, Hetfield, Ulrich) – 7:12
4. "Master of Puppets" (Burton, Hammett, Hetfield, Ulrich) – 4:35
5. "Seek & Destroy" (Hetfield, Ulrich) – 18:08
6. "Whiplash" (Hetfield, Ulrich) – 5:33

Disc 3
1. "Nothing Else Matters" (Hetfield, Ulrich) – 6:21
2. "Wherever I May Roam" (Hetfield, Ulrich) – 6:32
3. "Am I Evil?" (Harris, Tatler) – 5:41
4. "Last Caress" (Danzig) – 1:24
5. "One" (Hetfield, Ulrich) – 10:27
6. "So What" (Anti-Nowhere League)/"Battery" (Hetfield, Ulrich) – 10:04
7. "The Four Horsemen" (Hetfield, Mustaine, Ulrich) – 6:07
8. "Motorbreath" (Hetfield) – 3:14
9. "Stone Cold Crazy" (Deacon, May, Mercury, Taylor) – 5:32

Video/dvd 1 - San Diego '92
1. "Enter Sandman"
2. "Creeping Death"
3. "Harvester of Sorrow"
4. "Welcome Home (Sanitarium)"
5. "Sad But True"
6. "Wherever I May Roam"
7. "Through the Never"
8. "The Unforgiven"
9. Justice Medley
  - "Eye of the Beholder"
  - "Blackened"
  - "The Frayed Ends of Sanity"
  - "...And Justice For All"

Video 2/dvd 1 - San Diego '92
1. "The Four Horsemen"
2. "For Whom the Bell Tolls"
3. "Fade to Black"
4. "Whiplash"
5. "Master of Puppets"
6. "Seek & Destroy"
7. "One"
8. "Last Caress"
9. "Am I Evil?"
10. "Battery"
11. "Stone Cold Crazy"

Video 3/dvd 2 - Seattle '89
1. "Blackened"
2. "For Whom the Bell Tolls"
3. "Welcome Home (Sanitarium)"
4. "Harvester of Sorrow"
5. "The Four Horsemen"
6. "The Thing That Should Not Be"
7. "Master of Puppets"
8. "Fade to Black"
9. "Seek & Destroy"
10. "...And Justice For All"
11. "One"
12. "Creeping Death"
13. "Battery"
14. "Last Caress"
15. "Am I Evil?"
16. "Whiplash"
17. "Breadfan"

## Band
- James Hetfield - slaggitaar, zang
- Lars Ulrich - drums
- Kirk Hammett - leadgitaar, achtergrondzang
- Jason Newsted - basgitaar, achtergrondzang; zang ("Seek & Destroy", "Whiplash")

## Productie

### Mexico City
- Gemixt door: Mike Fraser
- Assistent: Shannan Burkley
- Geassisteerd door: Kent Matcke
- Technische assistentie: Paul De Carli & Eric Caudieux
- Opgenomen door: Guy Charbonneau
- Geassisteerd door: Charlie Bovis

### San Diego
- Gemixt door: Randy Staub
- Assistenten: Kent Matcke, Darren Grahn & Brian Dobbs
- Technische assistentie: Paul De Carli & Scott Humphrey
- Opgenomen door: Guy Charbonneau
- Geassisteerd door: David Roberts

### Seattle
- Gemixt door: James "Jimbo" Barton
- Assistent: Ken Walden
- Technische assistentie: Paul De Carli & Eric Caudieux
- Opgenomen door: Guy Charbonneau
- Geassisteerd door: Andrew Warwick & Jim Torti